# إدارة الجمارك والضرائب غير المباشرة (المغرب)
إدارة الجمارك والضرائب غير المباشرة هي جهاز أمني شبه عسكري وجبائي في المغرب، وهي خاضعة ل وزارة الإقتصاد والمالية وإصلاح الإدارة لتحصيل المداخيل الخزينة ، و ايضا تابعة:
- لوزير العدل لمباشرة الصفة الضبطية .
- لوزير الداخلية لمباشرة السلطة الإدارية في مناطق الدائرة .
```
المديرية العامة للجمارك وهي مديرية مهيكلة في إطار شبكة ممتدة عبر مجموع التراب المغربي. تتألف إدارة الجمارك وظيفيا من مديريات مركزية (أربع مديريات وقسم ملحق مباشرة بالإدارة العامة) وجغرافيا من عشرة مديريات جهوية. وتتجلى مهامها في حماية المغرب من أنواع خاصة من الجرائم وهي تهريب المخدرات، وتهريب السلع والبضائع عبر النقط الحدودية، ومراقبة قانون الصرف، ومحاربة تهريب الأموال وغسيل الأموال. كما ينشط جهاز الجمارك بشكل فعال في إنعاش 
الإقتصاد المغربي
 عبر التسهيلات التي يخصها للمنتوج الوطني. وإلى غاية سنة 2019، وصل عدد الموظفين بإدارة الجمارك 5202 موظفاً، وسجلت المداخيل الجمركية المحصلة رقماً قياسياً جديداً قدره 103.7 مليار درهم.
[
1
]
[
2
]
```

## تاريخ

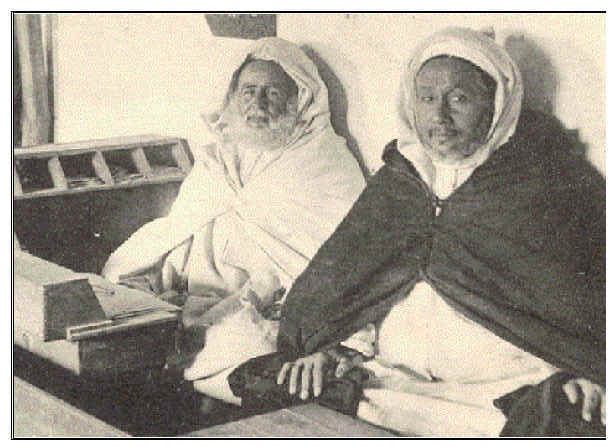
أمناء مكتب الجمارك سنة 1907 في وجدة

في سنة 1957، وبعد الاستقلال، إستعاد المغرب حريته التعريفية، وأقر ظهير في 24 ماي 1957، التعرفة الجديدة للرسوم الجمركية التي دخلت حيز التنفيذ في 4 يونيو 1957. وفي سنة 1968، إنضم المغرب إلى مجلس التعاون الجمركي وبدأ المشاركة في عمل المؤسسات الدولية المتخصصة في تيسير التجارة الدولية. وفي سنة 1977، تم الموافقة على أول قانون للجمارك والضرائب غير المباشرة بقانون الظهير رقم 339-77-1 المؤرخ في 9 أكتوبر 1977. وقد حدد هذا القانون الجديد المبادئ الإرشادية الرئيسية من ناحية عمل الإدارة في الجمارك والضرائب غير المباشرة، ومن ناحية أخرى، مكافحة الجرائم في هذا المجال.
للتكيف مع عولمة التجارة الدولية، أطلقت الجمارك المغربية منذ الثمانينيات، برنامجًا واسعًا للإصلاح ودعم الأعمال التجارية المغربية والإنفتاح على المستثمرين الأجانب. وقد أسفرت عملية الإصلاح المستمر عن إعادة تنظيم عمل الجمارك وتحديث بنيتها التحتية وإعادة صياغة تشريعاتها بالتشاور مع الجهات الإقتصادية المغربية، وتبسيط نظام المعلومات، وتعزيز الشراكة مع الفاعلين الإقتصاديين عبر إبرام العديد من الإتفاقيات والمعاهدات في إطار التعاون الإقليمي والدولي، واليوم فالجمارك دخلت حقبة جديدة، وهي عصر الجمارك الإلكترونية.
إبتداءاً من يناير 2019، أعلنت إدارة الجمارك والضرائب غير المباشرة أنه ألغت بالنسبة إلى جميع الأنظمة، الإيداع المادي للتصريحات والمستندات المرافقة لها، وذلك في إطار إستراتيجيتها لحذف الطابع المادي للإجراءات الجمركية، بهدف جعل مساطر التعشير الجمركي بدون أوراق، وتسعى إدارة الجمارك من خلال هذه الخطوة إلى تحسين شروط التخليص الجمركي وخفض التكاليف والتأخيرات الخاصة بالتجارة الخارجية، إضافة إلى تعزيز الشفافية في معالجة العمليات الجمركية في المملكة لفائدة الفاعلين الاقتصاديين.

## الرتب
- المفتش العام
- سلك الضباط السامين
  - كولونيل
  - ليوتنان كولونيل
  - كموندار
- سلك الضباط 
  - نقيب
  - ملازم أول
  - ملازم
- سلك ضباط الصف
  - مساعد أول
  - سارجان شاف
  - سارجان
  - جمركي

### المطارات
من مهام  فرق الجمارك بالمطارات المغربية مراقبة المسافرين العابرين من و إلى التراب الوطني امنيا و تجاريا و ابطال اي عملية تهريب " مواد محرمة او مخدرة "  تهدد سلامة امن و سلامة البلاد او سمتعها
و كذالك تقوم فرق الجمارك بالمنطقة التجارية داخل المطارات  بإجراءات الفحص والإفراج الجمركي وتقدير الرسوم على البضائع وفي حالات الدول التي تعمل بمبدأ حماية الصناعة والتجارة الوطنية يتم فرض رسوم جمركية على بعض البضائع التي ينقلها الأفراد ويرغبون في ادخالها للمغرب ومنها الإلكترونيات، إلا أن هذه الإجراءات بدأت في التحلل شيئاً فشيئاً بعد دخول معظم دول العالم في تكتلات واتفاقيات تجارية عالمية.

### الموانئ
يكتسي طابع المراقبة لدى الجمارك في الموانئ مراقبة في شقيه الامني و التجاري بشكل كبير، حيث يتم مراقبة الواردات و الصادرات وكدا المسافرين و الاشخاص  في كل موانى المغربية  و على سبيل المثال لا الحصر  في ميناء طنجة المتوسط، حيت ان في الفترة ما بين شهر يناير وشهر شتنبر تم تسجيل 1495 مخالفة جمركية نتج عنها 18 مليون درهم كرسوم جمركية.

### الحدود البرية
يشتغل عدد كبير من رجال الجمارك في الحدود البرية خصوصاً بمعبر باب سبتة، ومليلية، والكركرات و جوج بغال " الحدود الشرقية .

### السدود القضائية
كثيرة هي السدود القضائية المنتشرة على جل مناطق  التراب الوطني  و هي بالاساس التابعة رجال الجمارك التي تشتغل كفرق خاصة تقوم بحواجز الأمنية هدفها المراقبة و التفتيش و ضبط كل ماهوا يستهدف تهديد امن و استقرار البلاد من مواد مخدرة و او سلع فاسدة و المحرمة منها داخل التراب الوطني  او كدا مراقبة العربات و السيارات المزورة
نجد ان في بعض  الاحيان ان المهربون يستعملون نوعاً خاصاً من السيارات، تمت تسميته بالمقاتلات، وهي سيارات معدلة تحتوي على محركات قوية والغرض من استعمال هذا النوع من السيارات هو حمل كمية كبيرة من السلع المهربة و المخدرات رغبتا في الوصول بأسرع وقت والتمكن من الفرار من رجال و فرق الجمارك.

## التكوين
في سنة 2019، تم إفتتاح معهد التكوين الجمركي بإبن سليمان، وهو معهد يمتد على مساحة 10 هكتار، ويضم جميع أنواع التكوين الذي تقدمه إدارة الجمارك للمتدربين ضباط الصف و الضباط ، والمتعلقة خصوصا بالتكوين الأولي والمستمر والعسكري،
بالنسبة ل سلك ضباط الصف :
تكوين عسكري :  مدته 3 اشهر تشمل كل ما هوا عسكري نظامي تكوين جمركي : مدته 9 اشهر و تشمل كل ماهوا جمركي من مهام و تعريفات و نظم جمركية
بالنسبة ل سلك الضباط :
تكوين يتراوح ما بين سنة و نصف الى سنتين بشقيه العسكري و الجمركي
بالإضافة إلى دورة تكوينية دولية مخصصة لضباط الجمارك من إفريقيا وهايتي.